# شون سيمبسون (لاعب كرة قدم أسترالية)
شون سيمبسون (بالإنجليزية: Sean Simpson)‏ هو لاعب كرة قدم أسترالية أسترالي، ولد في 16 أبريل 1970.

## وصلات خارجية
- شون سيمبسون على موقع AustralianFootball.com (الإنجليزية)
- شون سيمبسون على موقع AFLtables.com (الإنجليزية)